# Philippe Vleughels
Philippe Vleughels, Philippus Vleughels ou Philippe Wleughels, né le 2 juillet 1619 à Anvers et mort le 22 mars 1694 à Paris, est un peintre flamand.

## Biographie
Philippe Vleughels né dans une famille bourgeoise d'Anvers, sa mère, Catherine Geerts était proche de Rubens. Il eut deux maîtres : un qui avait étudié en Italie et Cornelis Schut et il accéda également à l'atelier de Rubens. 
Il partit pour Londres afin de s'instruire auprès de Van Dyck, mais quand il arriva à Londres, en 1641, celui-ci venait de mourir. Il resta peu en Angleterre et voulut aller en Italie, en passant d'abord par Paris. Dans cette ville, il fut embauché par son compatriote Jean-Michel Picart pour réaliser des copies de tableaux de maîtres. Cette position lui permit d'entrer en contact avec des personnalités qui lui passèrent des commandes : pour le conseiller Brisard il peignit une chapelle, grâce à Madame de Brienne il reçut une commande de quarante tableaux pour l'église du couvent des carmélites de Saint-Denis. 
Il rencontra et se lia d'amitié avec un artiste flamand résidant à Paris, Matthieu van Plattenberg, lequel avait deux filles. Philippe se maria le 8 juillet 1656 avec l'une, Catherine (1642-1692). Ils eurent trois enfants : deux fils et une fille. Le second fils, Nicolas Vleughels, devint peintre à son tour. 
Philippe Vleughels entra à l’Académie le 28 mai 1663. Après la mort de sa femme, il alla s'établir chez sa fille, jusqu’à sa mort.

## Famille
- Philippe Vleughels marié en 1656 avec Catherine de Platte-Montagne
  - Jacques Philippe Vleughels (vers 1660- ) marié le 2 mars 1699 avec Catherine de Cyrano de Bergerac (vers 1660- ), fille d'Abel de Cyrano de Bergerac (1620?- ) et Michelle Marsy, et nièce d'Hercule Savinien de Cyrano de Bergerac ;
  - Catherine Vleughels (1663- ) ;
  - Nicolas Vleughels (1668-1737) marié le 20 novembre 1731 à Rome avec Marie-Thérèse Gosset (1703-1756), belle-sœur de Giovanni Paolo Panini qui s'était marié en 1724, en secondes noces, avec Catherine Gosset ;
    - Bernard Vleughels (1735- ).

## Œuvres

La sainte famille, huile sur bois, Nationalmuseum
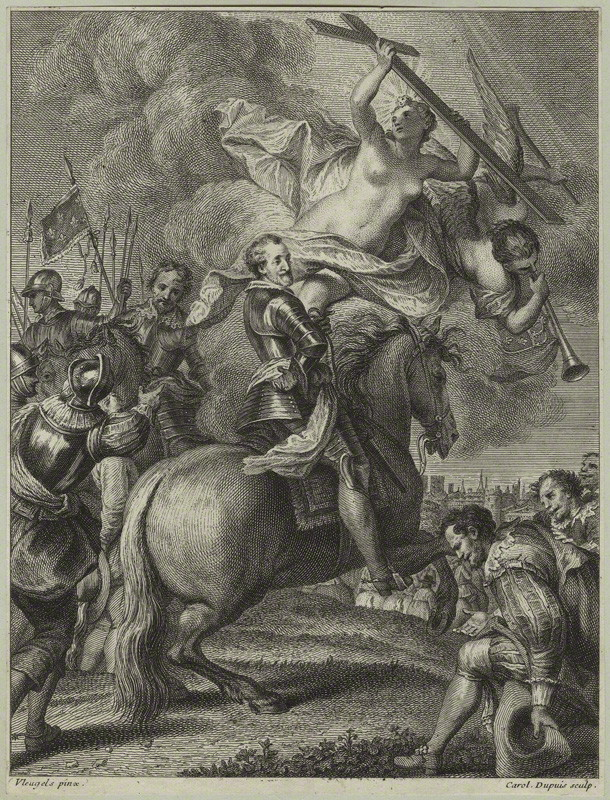
Le roi Henri IV, gravure de Charles Dupuis d'après la peinture de Philippe Vleughels